# Eusterinx alutacea
Eusterinx alutacea là một loài tò vò trong họ Ichneumonidae.